# Pablo Marini
Pablo Alejandro Marini (Santa Fe, 31 gennaio 1967) è un allenatore di calcio ed ex calciatore argentino, di ruolo attaccante.

## Palmarès

### Allenatore

#### Competizioni nazionali
- Supercopa MX: 1

Puebla: 2015